# The Santa Clause 2
The Santa Clause 2 (voluit: The Santa Clause 2: The Mrs. Clause) is een Amerikaanse kerstfilm uit 2002 met in de hoofdrol Tim Allen. De film werd voorafgegaan door The Santa Clause en gevolgd door The Santa Clause 3: The Escape Clause (2006).

## Verhaal
Scott Calvin (Tim Allen) is sinds acht jaar Kerstman en zijn trouwe elfen beschouwen hem als de beste Kerstman ooit. Maar de Kerstman heeft problemen. Er blijkt een clausule (Engels: clause) te bestaan waaraan de Kerstman moet voldoen om Kerstman te kunnen blijven. Dit is de "Mrs Clause", oftewel hij moet een vrouw zien te vinden om mee te trouwen. Hierdoor verliest hij langzaam zijn (normale) overgewicht en zijn magie. Tegelijkertijd blijkt zijn zoon Charlie op de lijst van stoute kinderen te staan. 
Hij vertrekt naar zijn zoon Charlie om die op het rechte pad te krijgen en om een vrouw te vinden om de Kerst te redden, en ondertussen wordt de Noordpool overgenomen door een dubbelganger die de elfen tot slaven maakt die steenkool moeten bikken omdat alle kinderen in de wereld stout zijn. Zijn zoon belooft het niet meer te doen, maar als snel breekt hij zijn belofte. Scott Calvin dwingt bij het hoofd van de school (Carol Newman) af dat zij zijn zoon niet van school stuurt, maar in plaats daarvan een maatschappelijke taakstraf laat uitvoeren. 
Calvin wordt uiteindelijk verliefd op het hoofd van de school. Dan weet een elf hem te vertellen over de problemen op de Noordpool en haast hij zich terug om de Noordpool te redden. Maar dit mislukt en Calvin en de elf worden door de plaatsvervanger vastgebonden. Charlie heeft ook een manier gevonden om op de Noordpool te geraken, samen met Carol Newman. Zij bevrijden Calvin en de elfen en heroveren met zijn allen de Noordpool. Vlak voor middernacht op kerstavond trouwen Calvin en Carol Newman, net op tijd, zodat hij Kerstman kan blijven.

## Rolbezetting
| Acteur             | Rol                                      |
| ------------------ | ---------------------------------------- |
| Tim Allen          | Kerstman/Scott Calvin/Speelgoed Kerstman |
| Elizabeth Mitchell | Carol Newman/Mrs. Claus                  |
| David Krumholtz    | Bernard de hoofdelf                      |
| Eric Lloyd         | Charlie Calvin                           |
| Judge Reinhold     | Dr. Neil Miller                          |
| Wendy Crewson      | Laura Miller                             |
| Spencer Breslin    | Curtis                                   |
| Liliana Mumy       | Lucy Miller                              |
| Danielle Woodman   | Abby de Elf                              |
| Aisha Tyler        | Moeder Natuur                            |
| Peter Boyle        | Vadertje Tijd                            |
| Jay Thomas         | Paashaas                                 |
| Kevin Pollak       | Cupido                                   |
| Art LaFleur        | Tandenfee                                |
| Michael Dorn       | Klaas Vaak                               |
| Victor Brandt      | Rendier                                  |
| Bob Bergen         | Comet (stemrol)                          |
| Kath Soucie        | Chet (stemrol)                           |
| Molly Shannon      | Tracy                                    |